# Roberto Azevêdo
Pour les articles homonymes, voir Azevedo.
Roberto Carvalho de Azevêdo, né le 3 octobre 1957 à Salvador, est un diplomate brésilien. Il est directeur général de l'Organisation mondiale du commerce (OMC) de 2013 à 2020.

## Biographie

### Famille
Roberto Azevêdo est marié à la diplomate Maria Nazareth Farani Azevêdo. Il a deux filles, Paula et Luisa, et trois petites filles, Alice, Ines et Olivia.

### Carrière
Il obtient un diplôme d’ingénieur de l’université de Brasilia avant de devenir diplomate. Entre 2008 et 2013, il est le représentant permanent du Brésil auprès de l’OMC où il se forge une réputation de négociateur et de « constructeur de consensus ». Il contribue ainsi à résoudre plusieurs litiges commerciaux importants en faveur du Brésil à l’OMC, notamment dans le cas des subventions pour le coton contre les États-Unis et des subventions à l’exportation de sucre contre l’Union européenne. Il participe également à presque toutes les conférences ministérielles depuis le lancement en 2001 des négociations de Doha, de libéralisation du commerce mondial.
Le 7 mai 2013, il est élu directeur général de l'OMC et succède à Pascal Lamy le 1er septembre suivant.
Le 14 mai 2020, alors que la pandémie de covid-19 a provoqué une crise économique mondiale, Roberto Azevêdo annonce qu'il démissionnera fin août de la même année, un an avant la fin de son mandat, pour « raisons familiales ».